# Paoli (Indiana)
Paoli é uma cidade  localizada no estado americano de Indiana, no Condado de Orange.

## Demografia
Segundo o censo americano de 2000, a sua população era de 3844 habitantes.
Em 2006, foi estimada uma população de 3922, um aumento de 78 (2.0%).

## Geografia
De acordo com o United States Census Bureau tem uma área de
9,8 km², dos quais 9,8 km² cobertos por terra e 0,0 km² cobertos por água. Paoli localiza-se a aproximadamente 207 m acima do nível do mar.

## Localidades na vizinhança
O diagrama seguinte representa as localidades num raio de 20 km ao redor de Paoli.